# Décès en 1409
Décès
- 1405
- 1406
- 1407
- 1408
- 1409
- 1410
- 1411
- 1412
- 1413

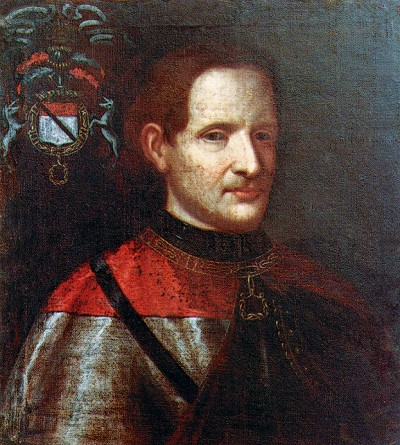
Yblet de Challant, mort en 1409.

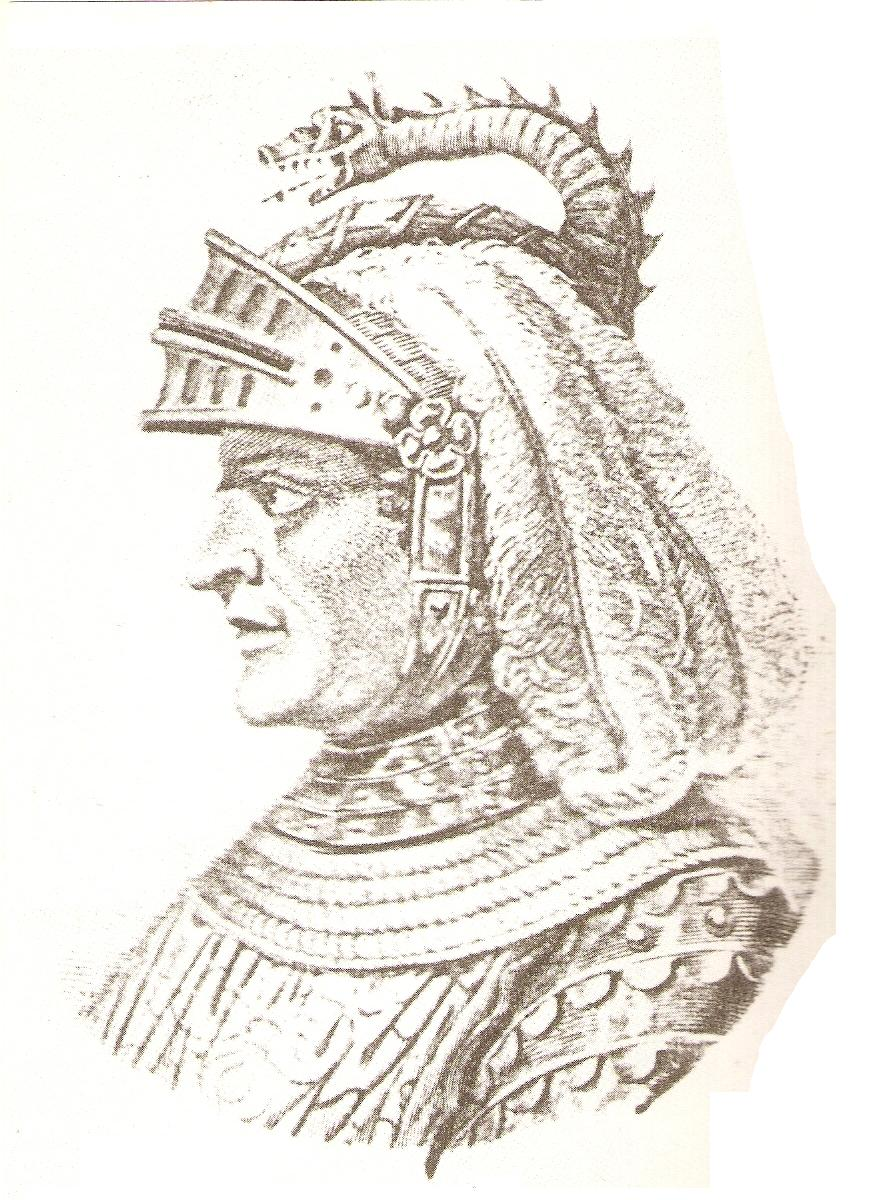
Alberico da Barbiano, mort en 1409.

Cette page dresse une liste de personnalités mortes au cours de l'année 1409 :
- janvier : Brancaleone Doria, capitaine génois et Juge d'Arborée.
- 12 janvier: Robert Ier de Legnica, duc de Legnica et également régent de la moitié du duché Głogów-Żagań.
- avril : Francesc Eiximenis, moine franciscain catalan.
- 26 avril : Alberico da Barbiano, condottiere italien.
- 27 mai : Ottobon Terzi, condottiere italien.
- 8 juin : Guy III de Roye, religieux français, qui fut évêque de Verdun, de Dol et de Castres, archevêque de Tours et de Sens.
- 25 juillet : Martin Ier de Sicile, dit le Jeune, roi de Sicile.
- 31 juillet : Philippe De Moulins, évêque d’Évreux puis évêque de Noyon.
- 1er août : Hedwige de Legnica, princesse polonaise issue de la dynastie des Piast de Silésie qui règne comme douairière sur Żagań, Krosno Odrzańskie et Świebodzin.
- 1er ou 10 septembre : Ashikaga Mitsukane, guerrier de l'époque Nanboku-chō, et troisième Kantō kubō de Kamakura-fu.
- 13 septembre : Isabelle de France, ou Isabelle de Valois, princesse royale, reine consort d'Angleterre puis duchesse d'Orléans.
- 21 septembre : Yblet de Challant, noble valdôtain de la Maison de Challant.
- 13 octobre : Michel de Creney, évêque d'Auxerre.
- 17 octobre : Jean de Montagu, homme politique et mécène, trésorier de France puis grand maître de France, seigneur de Montagu-en-Laye (à Poissy) et de Marcoussis, portant les titres de vidame de Laon, de seigneur de Saclas et de capitaine de La Bastille.
- 12 décembre : Pierre Blavi, cardinal français.

- Jean de Bade-Hachberg, margrave de Bade-Hachberg.
- Grégoire de Tatev ou Grigor Tatevatsi ou Grigor Tateviants, religieux, philosophe nominaliste, enseignant, poète, peintre et copiste arménien.
- Philippe de Ville-sur-Illon, soixante-cinquième évêque de Toul.
- Jakob Engelin, médecin allemand.
- Johannes Fugger, tisserand près d’Augsbourg.
- Maestro Guccio, peintre italien.
- Edmond Mortimer, noble anglais.

date incertaine (vers 1409)
- Pierre de Craon le Grand, seigneur de la Ferté-Bernard et de Sablé.

## Crédit d'auteurs
- Cet article est partiellement ou en totalité issu de l'article intitulé « 1409 » (voir la liste des auteurs).